# کی سنتر (واشینگتن)
کی سنتر (به انگلیسی: Key Center) یک منطقهٔ مسکونی در ایالات متحده آمریکا است که در شهرستان پیرس، واشینگتن واقع شده‌است. کی سنتر ۳٬۶۹۲ نفر جمعیت دارد.